# France aux Jeux mondiaux de 1985
Cet article contient des informations sur la participation et les résultats de la France aux Jeux mondiaux de 1985 à Londres au Royaume-Uni.

## Médailles

### Or
| Sport              | Discipline                     | Sportifs                                             |
| Médailles d'or : 7 |                                |                                                      |
| Boules             | Pétanque - Triple Hommes       | Michel Dejean Jean-Marie Ferrand Jean-Claude Lagarde |
| Gymnastique        | Trampoline - Individuel Hommes | Lionel Pioline                                       |
| Gymnastique        | Tumbling - Individuel Femmes   | Isabelle Jagueux                                     |
| Karaté             | Kumite -53 kg Femmes           | Catherine Girardet                                   |
| Nage avec palmes   | 50 mètres en apnée Femmes      | Anne Gourmoux                                        |
| Ski nautique       | Figures Hommes                 | Patrice Martin                                       |
| Ski nautique       | Saut Hommes                    | Pierre Carmin                                        |

### Argent
| Sport                   | Discipline                     | Sportifs                                                  |
| Médailles d'argent : 11 |                                |                                                           |
| Bodybuilding            | Poids moyens Femmes            | Dominique Darde                                           |
| Karaté                  | Kumite -75 kg Hommes           | Serge Serfati                                             |
| Karaté                  | Kumite -80 kg Hommes           | Pierre Pinard                                             |
| Karaté                  | Kumite open Hommes             | Emmanuel Pinda                                            |
| Nage avec palmes        | 400 mètres en immersion Hommes | Sylvain Florio                                            |
| Nage avec palmes        | 4x200 mètres en surface Hommes | Marc Fievet Sylvain Florio Michel Gaunard Eric Markassion |
| Sambo                   | -52 kg Femmes                  | Isabelle Vauttier                                         |
| Sambo                   | -57 kg Hommes                  | Michel Dupere                                             |
| Sambo                   | -64 kg Femmes                  | Brigitte Siffert                                          |
| Sambo                   | -68 kg Femmes                  | Jocelyne Sagon                                            |
| Sambo                   | -82 kg Hommes                  | Didier Duru                                               |

### Bronze
| Sport                    | Discipline                     | Sportifs                                                  |
| Médailles de bronze : 13 |                                |                                                           |
| Bodybuilding             | Poids mi-lourds Hommes         | Michel Devitis                                            |
| Gymnastique              | Tumbling - Individuel Hommes   | Didier Semmola                                            |
| Karaté                   | Kumite -60 kg Hommes           | Jean-Louis Granet                                         |
| Karaté                   | Kumite -70 kg Hommes           | Thierry Masci                                             |
| Karaté                   | Kumite -75 kg Hommes           | Didier Moreau                                             |
| Nage avec palmes         | 400 mètres en immersion Femmes | Pascale Schaerdele                                        |
| Nage avec palmes         | 800 mètres en surface Hommes   | Sylvain Florio                                            |
| Nage avec palmes         | 4x100 mètres en surface Hommes | Marc Fievet Sylvain Florio Michel Gaunard Eric Markassion |
| Sambo                    | -52 kg Hommes                  | Jean-Marc Luciani                                         |
| Sambo                    | -56 kg Femmes                  | Simone Del Prado                                          |
| Sambo                    | -60 kg Femmes                  | Marianne Baudry                                           |
| Sambo                    | -72 kg Femmes                  | Yvette Dupré                                              |
| Ski nautique             | Slalom Hommes                  | Patrice Martin                                            |